# Pleusymtes coquillus
Pleusymtes coquillus är en kräftdjursart som beskrevs av J. L. Barnard 1971. Pleusymtes coquillus ingår i släktet Pleusymtes och familjen Pleustidae. Inga underarter finns listade i Catalogue of Life.